# Germán Montero
Germán Montero (* im 20. Jahrhundert) ist ein ehemaliger uruguayischer Fußballspieler.

## Karriere

### Verein
Montero stand 1982 in Reihen des venezolanischen Vereins Estudiantes de Mérida. In jenem Jahr wurde er in Venezuela mit 21 erzielten Treffern Torschützenkönig der Primera División. Später spielte er 1985 für Deportivo Táchira. Dort nahm er an der Copa Libertadores 1985 teil und schoss am 11. April 1985 bei der 2:3-Niederlage seines Klubs gegen Oriente Petrolero eines der beiden Tore seines Klubs.

### Nationalmannschaft
Montero gehörte 1975 dem uruguayischen Aufgebot bei den Panamerikanischen Spielen an. Uruguay schied in der Vorrunde aus. Montero lief im Turnier mindestens in der 1:1-Unentschieden endenden Partie gegen Kuba am 13. Oktober 1975 auf.

### Erfolge
- Torschützenkönig Primera División (Venezuela): 1982